# David Edmunds
David Eric Edmunds (* um 1931) ist ein britischer Mathematiker, der sich mit Analysis beschäftigt.

## Leben und Wirken
Edmunds wuchs in Hirwaun als Sohn eines Lehrers auf. Er besuchte die Aberdare Boys Grammar School und studierte ab 1949 mit einem staatlichen Stipendium an der Cardiff University, wo er 1955 bei Rosa M. Morris promoviert wurde (The Moving Airfoil in the neighbourhood of a plane boundary and related problems). Danach war er 1955 bis 1957 Industriemathematiker (E.M.I. Electronics Ltd.) und ab 1957 Lecturer an der University of Wales in Cardiff, ab 1965 als Senior Lecturer. 1966 wurde er Reader an der University of Sussex und 1970 Professor für Mathematik. Ab 1996 hatte er dort eine Forschungsprofessur und seit 2011 war er Professor Emeritus. 1986 bis 1989 stand er der Mathematikfakultät vor. Er ist Ehrendoktor der University of Sussex (2018) und seit 2017 auswärtiges Mitglied der Georgischen Nationalen Akademie der Wissenschaften.
1996 erhielt er den Pólya-Preis.
Zu seinen Doktoranden zählt John M. Ball.

## Schriften (Auswahl)
- Hardy operators, functions spaces and embeddings. Springer Verlag, Berlin 2004, ISBN 3-540-21972-2 (zusammen mit W. Desmond Evans).
- Bounded and compact integral operators (Mathematics and its applications; Bd. 543). Kluwer, Dordrecht 2002, ISBN 1-4020-0619-5 (zusammen mit Vakhtang Kokilashvili und Alexander Meskhi).
- Fourier approximation and embeddings of Sobolev spaces (Dissertationes mathematicae; Bd. 145). PWN, Warschau 1977 (zusammen mit Vincenzo B. Moscatelli).
- Spectral theory and differential operators. Clarendon Press, Oxford 2002, ISBN 0-19-853542-2 (EA Oxford 1987; zusammen mit W. Desmond Evans).
- Function spaces, entropy numbers, differential operators. Cambridge University Press, Cambridge 1996, ISBN 0-521-56036-5 (zusammen mit Hans Triebel).